# Henri Dapples
Henri Arthur Dapples (Genova, 4 maggio 1871 – Zurigo, 9 maggio 1920) è stato un calciatore svizzero.
È stato uno dei primi giocatori del Genoa e primo vincitore del campionato italiano di football.

## Biografia
Sebbene nato a Genova, Henri Dapples era di nazionalità svizzera, figlio di un banchiere di Losanna e membro della famiglia vodese Dapples di cui un ramo si era stabilito a Genova nel XVIII secolo.
Oltre alle origini alto borghesi, aveva anche illustri presenze familiari nel calcio in quanto gli zii materni Jean De Fernex, Charles De Fernex e Eugène De Fernex furono tra i pionieri del calcio a Torino.
Dopo aver studiato agronomia a Zurigo, tornò a Genova.

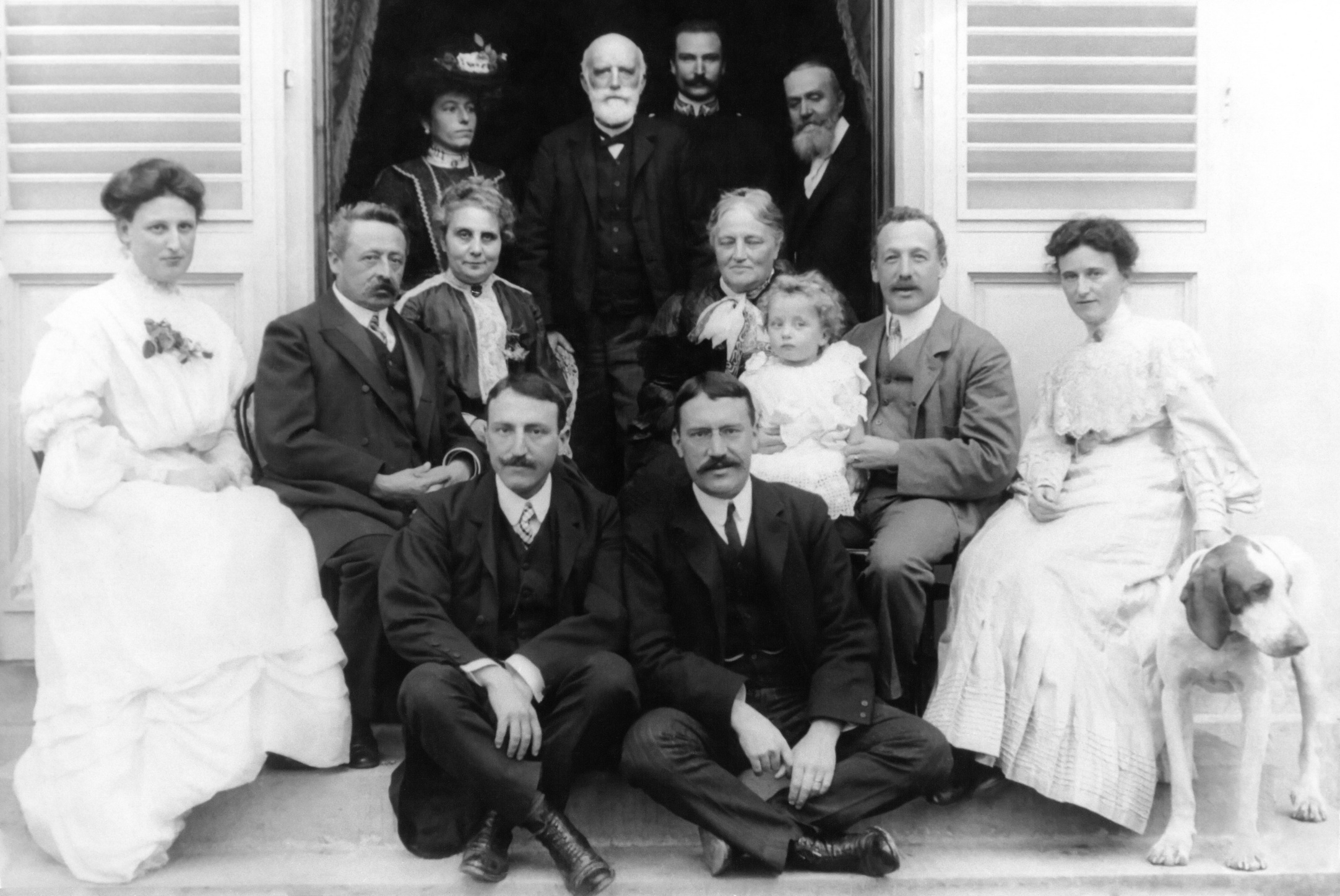
La famiglia Dapples nella villa di Grezzano (1904). Al centro lo zio Edmond Dapples, seduti a terra Henri Dapples a sinistra e il fratello Louis Dapples a destra. La cugina Elvire Dapples è l'ultima a sinistra seduta sulla sedia.

Si trasferì a Grezzano in una villa in campagna nota come Villa al Monte, donatagli dallo zio Edmond, noto chirurgo in pensione. Qui sposò nel 1917 la cugina Henriette (o anche Enrichetta Elena) a Firenze, da cui però non ebbe figli. Dedicò il resto della sua vita alla passione per la caccia e per i cani.
Essendosi ammalato, si curò in una clinica svizzera dove morì per un carcinoma.
Intorno agli anni '10 del XX secolo a Dapples venne affidata dal Genoa come deposito di un prestito la "Challenge Cup", meglio nota come "Coppa Duca degli Abruzzi" o "Coppa d'Onore", ovvero la coppa che si aggiudicò il Genoa a seguito della vittoria dei primi tre campionati italiani di calcio. La coppa andò perduta dopo la morte di questi e venne ritrovata ed acquisita solo nel 2018 dal museo della storia del Genoa.

### Carriera calcistica
Con il Genoa partecipò a sei campionati di calcio italiani, tra cui il primo, vincendone cinque.
Oltre che nel 1898, vinse il torneo nel 1899, 1900, 1902 e 1903.
Dopo il 1903 si ritirò, a 32 anni, mettendo in palio il 29 ottobre la famosa Palla Dapples che per sei anni appassionò le società calcistiche.
Dal 2007 esiste in Svizzera un club a lui dedicato.

## Palmarès

### Calciatore

#### Club

##### Competizioni nazionali
- Campionato italiano: 5

Genoa: 1898, 1899, 1900, 1902, 1903